# Оберндорф (Рейнланд-Пфальц)
Оберндорф (нім. Oberndorf) — громада в Німеччині, розташована в землі Рейнланд-Пфальц. Входить до складу району Доннерсберг. Складова частина об'єднання громад Альзенц-Обермошель.
Площа — 2,80 км2. Населення становить 248 ос. (станом на 31 грудня 2020).